# LOT Polish Airlines

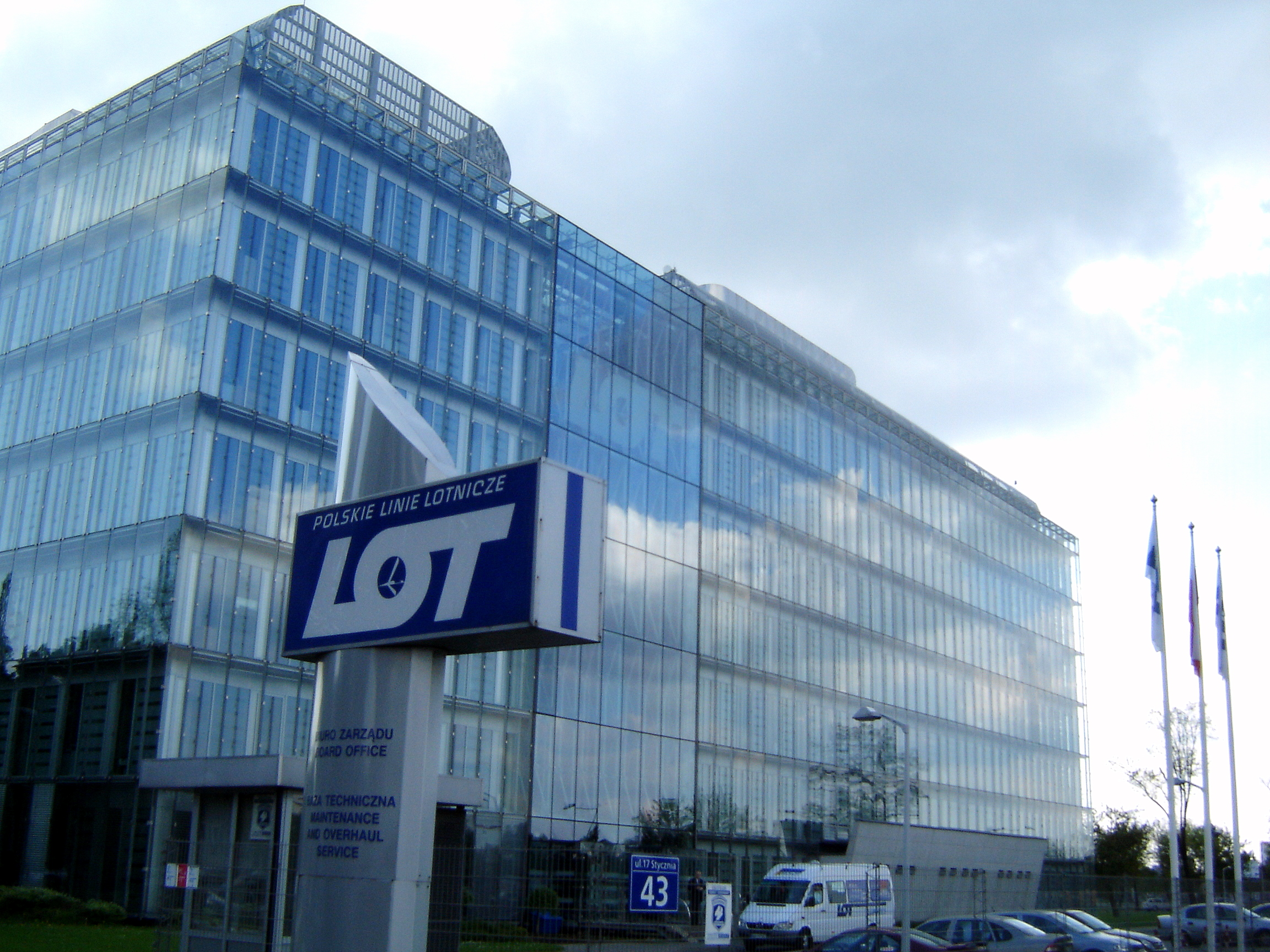
LOT head office

LOT Polish Airlines (Codi IATA: HO, OACI: LOT), en polonès és LOT Polskie Linie Lotnicze (el nom Polskie Linie Lotnicze significa 'Aerolínies Poloneses', mentre que LOT significa 'vol' en polonès), és una aerolínia polonesa amb les oficines centrals a Varsòvia. La companyia empra a 1.690 persones i cobreix 90 destinacions en 50 països (dades de 2019). L'Aeroport Frederic Chopin és la seva base principal i principal centre de connexió.

## Història
LOT va ser fundada pel govern polonès com a companyia estatal l'29 de desembre de 1928, fent-se càrrec de les dues companyies privades existents en aquell moment: Aerotarg Poznań Aviation Society, constituïda el maig de 1921 que donava servei de vols interiors des de Varsòvia i Aerolot, fundada amb el nom de Polska Linja Lotnicza Aerolloyd el 5 de setembre de 1922 i que el 1925 va inaugurar la primera línia internacional del país amb Àustria i Txecoslovàquia.
LOT va passar a formar part de ple dret de la IATA l'any 1930 i va tenir una gran expansió que la va portar a tenir una xarxa que en 1939 arribava a tretze països. Durant la Segona Guerra Mundial la companyia va quedar gairebé desmantellada passant a ser reconstruïda a partir del 1945, començant amb els vols interiors per, posteriorment, establir vols amb Berlín, París, Praga, Estocolm i Moscou.
L'empresa va iniciar els vols de reacció el 6 de novembre de 1968 amb un Tupolev Tu-134 amb destinacions a Londres, París i Moscou i, ja el 1972, a Nova York i Mont-real amb un Iliuixin Il-62.
LOT Polish Airlines és una de les aerolínies més antigues del món i és membre de Star Alliance des del 26 d'octubre de 2003.

## Flota
Durant la seva història LOT ha utilitzat diferents tipus d'aeronaus.
| Fabricant          | Model                   | Any d'incorporació   |
| ------------------ | ----------------------- | -------------------- |
| Junkers            | Junkers F.13            | 1922 (com a Aerolot) |
| Fokker             | Fokker F.VII            | 1929                 |
| PWS                | PWS-24                  | 1933                 |
| PZL                | PZL.4                   | 1933                 |
| Douglas Aircraft   | DC-2                    | 1935                 |
| Junkers            | Junkers Ju 52           | 1936                 |
| Lockheed           | Lockheed Electra        | 1936                 |
| Lockheed           | Lockheed L-14           | 1938                 |
| PZL                | PZL.44 Wicher           | 1939                 |
| GAZ                | Lisunov Li-2            | 1945                 |
| Douglas Aircraft   | Douglas DC-3            | 1946                 |
| SNCASE             | SNCASE SE.161 Languedoc | 1947                 |
| Iliuixin           | Iliuixin Il-12          | 1949                 |
| Iliuixin           | Iliuixin Il-14          | 1955                 |
| Convair            | CV-240                  | 1957                 |
| Iliuixin           | Iliuixin Il-18          | 1961                 |
| Vickers-Armstrongs | Vickers Viscount        | 1962                 |
| Antónov            | Antónov An-24           | 1966                 |
| Túpolev            | Túpolev Tu-134          | 1968                 |
| Iliuixin           | Iliuixin Il-62          | 1972                 |
| Antónov            | Antónov An-26           | 1974                 |
| Iàkovlev           | Iàkovlev Iak-40         | 1982                 |
| Túpolev            | Túpolev Tu-154          | 1985                 |
| Douglas Aircraft   | Douglas DC-8            | 1988                 |
| Boeing             | Boeing 767              | 1989                 |
| ATR                | ATR-42                  | 1991                 |
| Boeing             | Boeing 737              | 1992                 |
| McDonnel Douglas   | McDonnel Douglas DC-10  | 1994                 |
| Embraer            | Embraer ERJ 145         | 1999                 |
| Lockheed           | Lockheed L-1011 Tristar | 2005                 |